# Шмаков, Владимир Алексеевич
Влади́мир Алексе́евич Шма́ков (апрель 1887, Москва — 1929, Аргентина) — русский философ, теоцентричный представитель философского эзотеризма первой четверти XX века.

## Биография
Достоверных сведений о биографии очень мало. Родился в Москве, сын известного юриста, крайне правого общественного деятеля и публициста А. С. Шмакова. По образованию — инженер путей сообщения. Глава московской школы розенкрейцеров в 1920-х годах.
В связи с угрозой репрессий со стороны большевиков был вынужден эмигрировать из России. В августе 1924 года вместе с семьёй выехал в Германию, а оттуда в Прагу, где оформил чехословацкое подданство. В конце 1924 года уехал в Аргентину, где умер в октябре 1929 года от инсульта.
Его двоюродная сестра была женой русского публициста монархической направленности И. Л. Солоневича.

## Философские взгляды В. Шмакова
В. А. Шмаков является создателем собственной эзотерической концепции, которую он назвал пневматологией. Основное содержание философии В. А. Шмакова — раскрытие закона синархии как «основного закона Бытия» на основе учения о сопряжённости двойственной иерархии ноуменальных монад и феноменальных множеств. По Шмакову, закон синархии в сознании человека проявляется через триединство пневматологических категорий: мистика, разум, воля. И.Ильин отмечал, что «философствование Г. Гегеля в своём истинном характере есть мыслящее ясновидение или мистическое мышление». В этом смысле В. А. Шмаков был последователем Г. Гегеля, который (в интерпретации И. Ильина) был выдающимся интуитивистом и при разработке своей философии опирался на разум как интуитивный рассудок. В. Шмаков, утверждая, что первенство в актуальном сознании принадлежит категории мистики, отдавал предпочтение разуму как духовно осмысленной интуиции.

### Список произведений
- Священная книга Тота. Великие Арканы Таро. — М.: Моск. Гор. Тип., 1916. — 511 с.
  - Священная книга Тота. Великие Арканы Таро. — Киев: София, 1993
- Закон синархии и учение о двойственной иерархии монад и множеств. — Киев: София, 1994 (издана впервые)
- Основы пневматологии. Теоретическая механика становления Духа. — Киев: София, 1994 (первое издание — М., 1922)
- Основные законы архитектоники мира. Единство — бинер, тернер и кватернер (до 1916 г. в журналах на немецком языке)